# Klaus von Dohnanyi
Klaus Karl Anton von Dohnanyi (ur. 23 czerwca 1928 w Hamburgu) – niemiecki polityk, działacz Socjaldemokratycznej Partii Niemiec (SPD), deputowany do Bundestagu, federalny minister oświaty i badań naukowych (1972–1974) i burmistrz Hamburga (1981–1988).

## Życiorys
Pochodzi z wywodzącej się z Węgier szlacheckiej rodziny von Dohnányi. Jego ojciec Hans von Dohnanyi był urzędnikiem w ministerstwie sprawiedliwości oraz działaczem antyhitlerowskiego ruchu oporu w III Rzeszy. W 1945 roku został zamordowany w obozie koncentracyjnym w Sachsenhausen. Jego matka Christine Bonhoeffer, siostra Dietricha Bonhoeffera, była więziona przez Gestapo za działalność w ruchu oporu.
Klaus von Dohnanyi pierwsze lata dzieciństwa spędził w Berlinie, od 1938 do 1940 uczęszczał do Thomasschule w Lipsku, a do 1944 kształcił się Benediktinergymnasium w Ettal i Victoria-Gymnasium w Poczdamie. W styczniu 1945 powołany do batalionu bojowego Reichsarbeitsdienst w Karstädt. Następnie został wzięty do niewoli, jako syn działacza ruchu oporu, został jednak szybko zwolniony.
Po ukończeniu szkoły średniej rozpoczął studia prawnicze na Uniwersytecie Ludwika i Maksymiliana w Monachium które ukończył w 1949 roku. W tym samym roku otrzymał tytuł doktora nauk prawnych. Studiował w latach 1950–1951 w Stanach Zjednoczonych na Uniwersytecie Columbia i Stanforda. W 1953 roku otrzymał tytuł Bachelor of Laws na Uniwersytecie Yale.
Od 1957 członek SPD. W latach 1969–1981 pełnił mandat deputowanego do Bundestagu z list SPD. Był federalnym ministrem oświaty i badań naukowych (1972–1974). W 1976 roku powołany na sekretarza stanu w niemieckim MSZ. Od 1981 do 1988 burmistrz Hamburga.
W latach 1990–1994 Dohnanyi pracował jako pełnomocnik Treuhandanstalt ds. prywatyzacji wschodnioniemieckich przedsiębiorstw. Zasiadał następnie w radzie nadzorczej Audi AG i wielu innych niemieckich przedsiębiorstw. W latach 2009–2014 kierował komisją ds. płacy minimalnej przy rządzie federalnym. Od 2015 roku jest doradcą firmy konsultingowej Consileo.

### Życie prywatne
Trzykrotnie żonaty. Ma trójkę dzieci.